# جامعة كاوناس للتكنولوجيا

شعار الجامعة

جامعة كاوناس للتكنولوجيا ( KTU ) هي جامعة أبحاث عامة تقع في كاوناس ، ليتوانيا.
أنشئت في البداية في 27 يناير 1920 ، كانت جامعة متخصصة في أربعة مجالات: الهندسة المدنية، والميكانيك، والهندسة الكهربائية، والتكنولوجيا الكيميائية. جلبت اضطرابات الحرب العالمية الثانية مجموعات من السوفيت ، ثم ألمانيا ، وأخيراً إعادة الاحتلال السوفياتي، وتغييرات كثيرة في الأسماء وإغلاق نهائي للجامعة في عام 1943. بعد إعادة احتلالها من قبل السوفيات في عام 1944 ، أعيد فتح الجامعة وأصبحت في النهاية معهد كاوناس للفنون التطبيقية (KPI) ومعهد كاوناس الطبي في عام 1946، أعادت الحكومة الليتوانية السوفيتية افتتاح الجامعة، وتمت إعادة تسميتها لتصبح جامعة كاوناس للتكنولوجيا (KTU). جلب الاستقلال عن الاتحاد السوفياتي التغريب السريع وعضوية العديد من المنظمات الأوروبية الغربية .

## التاريخ

### الدورات العليا
قام زيمايتس، عالم الرياضيات، وJ. Vabalas-Gudaitis، وهو طبيب نفساني، مع غيرهم من المثقفين بتأسيس أول مركز للدراسات في كاوناس وفي غضون عامين أصبح لديهم 480 طالبا و 48 في الهيئة التدريسية.
في 16 فبراير 1922 ، أصدرت حكومة ليتوانيا قرارًا بتحويل المدرسة لجامعة.

### جامعة فيتوتاس ماغنوس
في 7 يونيو 1930 تم تسمية الجامعة باسم جامعة فيتوتاس ماغنوس.حيث ضمت الجامعة سبع كليات هي كلية اللاهوت والفلسفة، كلية اللاهوت الإنجيلي، كلية العلوم الإنسانية، كلية الحقوق، كلية الرياضيات والعلوم الطبيعية، كلية الطب وكلية التكنولوجيا.

### الحرب العالمية الثانية
في 21 أغسطس 1940 ، مع احتلال الاتحاد السوفيتي ، تم توجيه تعليمات إلى الجمهورية الاشتراكية السوفيتية الليتوانية لإعادة تسمية مدرسة جامعة كاوناس . في خريف عام 1940 ، تم نقل كلية الرياضيات والعلوم الطبيعية إلى جامعة فيلنيوس.
مع الاحتلال الألماني في عام 1941،  تم تغيير اسم الجامعة مرة أخرى إلى جامعة فيتوتاس ماغنوس مع 5 كليات: اللاهوت والفلسفة والتكنولوجيا والهندسة المدنية والرياضيات. في 17 مارس 1943 ، تم إغلاق الجامعة، إلى جانب مؤسسات التعليم العالي الليتوانية الأخرى.
في 13 نوفمبر 1944 أعادت الحكومة المهنية الليتوانية الاشتراكية السوفياتية فتح الجامعة، وحتى عام 1946 كانت تعمل تحت اسم جامعة كاوناس الوطنية فيتوتاس ماغنوس.

### معهد كاوناس للفنون التطبيقية والاحتلال السوفيتي
في يونيو 1949 تم إغلاق كلية التاريخ واللاهوت.
في عام 1950 تم إعادة تنظيم جامعة كاوناس في معهد كاوناس للفنون التطبيقية (KPI) ومعهد كاوناس الطبي. طوال الاحتلال السوفيتي، قاوم المعهد الكوري الجنوبي محاولات الترويس والتدويل ، وحاول الحفاظ على روح الجامعة الأوروبية القديمة، والتقاليد الأكاديمية الوطنية، والتدريس باللغة الليتوانية .   

### جامعة كاوناس للتكنولوجيا
في عام 1990 تم تسمية KPI بجامعة كاوناس للتكنولوجيا (KTU) ، واستعادت مكانتها الجامعية، وشرعت في طريق إصلاحات الدراسات والعلوم.
في عام 1992 ، بدأت الجامعة، وفقًا لقانون العلوم والتعليم في جمهورية ليتوانيا، في تنفيذ برنامج للحصول على درجة علمية من مستويين للتعليم العالي وإجراء جديد لمنح شهادات البحث والألقاب الأكاديمية.
في عام 1993 ، تم تطبيق وحدة مرنة ودراسة ائتمانية غربية مع التركيز على وحدة الدراسات والعلوم والتعليم الأساسي الواسع وبرامج الدراسات الليبرالية والدراسة المستقلة.
في عام 1998 انضمت الجامعة إلى ماجنا شارتا من الجامعات الأوروبية وأصبحت عضوًا في رابطة الجامعات الأوروبية والرابطة الدولية للجامعات .

## بناء
كاوناس جامعة التكنولوجيا 122 برامج الدراسة، منها 48 البكالوريوس 54 الماجستير, 19 الدكتوراه 1 – غير درجة الطالب من البرامج. 56 منهم تدرس باللغة الإنجليزية.
تضم الجامعة أكثر من 9000 طالب، منهم أكثر من 6,600 حاصلين على درجة البكالوريوس، 2000 طالب ماجستير و 320 طالب دكتوراه. 6,5 ٪ منهم أجنبي.
كل ذلك يناسب في 9 كليات KTU.

### الكليات
- كلية التكنولوجيا الكيميائية
- كلية الاقتصاد والأعمال
- كلية الهندسة الكهربائية والإلكترونية
- كلية المعلوماتية
- كلية الرياضيات والعلوم الطبيعية
- كلية الهندسة الميكانيكية والتصميم
- كلية العلوم الاجتماعية والفنون والعلوم الإنسانية
- كلية الهندسة المدنية والعمارة
- كلية Panevėžys للتكنولوجيا والأعمال

تشارك جامعة الملك عبد الله للعلوم والتقنية في البحث في العلوم الفيزيائية والتكنولوجية والاجتماعية، والتطوير التجريبي، في حين يتم أيضًا تشجيع البحث في العلوم الطبية الحيوية والعلوم الإنسانية. كل ذلك يناسب 8 معاهد بحث تابعة لجامعة KTU.

### المعاهد
- معهد الهندسة الطبية الحيوية
- معهد الغذاء
- معهد العمارة والبناء
- معهد الهندسة البيئية
- معهد علوم المواد
- معهد الميكاترونكس
- البروفيسور Kazimieras Baršauskas معهد بحوث الموجات فوق الصوتية
- معهد علوم المعلوماتية الصحية

## التصنيف العالمي
KTU حاليا المرتبة 751-800 العالم بين أفضل الجامعات بحلول عام 2019 QS ترتيب الجامعات على مستوى العالم.

## الأحداث والإنجازات
- في عام 1998 تم تأسيس KTU Business Business Incubator. إنها أول حاضنة أعمال تكنولوجية في ليتوانيا، حيث تقدم الدعم للمؤسسات المهتمة ببدء أعمال تجارية جديدة. [9]
- في عام 2008 أ. حصل Rymantas Jonas Kažys [10] على الجائزة الوطنية لتقدم الشراكة من أجل ابتكار تقنيات للقياس والتشخيص الأسرع من الصوت وللبدء في البحث والممارسة العلمية الأوروبية.
- في عام 2008 ، حصل معهد KTU للهندسة البيئية على جائزة إنيرجي غلوب 2008 الوطنية الخاصة بتطوير وتنفيذ نظام ابتكار التوفير في الطاقة وتقليل النفايات إلى أدنى حد ممكن APINI- SPIN.
- في عام 2010 أ. حصل جورجيس كازيميراس ستانيشكيس، رئيس معهد الهندسة البيئية، على جائزة بحر البلطيق لعام 2010. [11] البروفيسور يعد Staniškis حاليًا العالم الليتواني الوحيد الذي يحصل على هذه الجائزة، والتي يتم إرسالها سنويًا إلى فرد أو مؤسسة لوضع نتائج البحوث موضع التنفيذ أو القرارات الفنية أو غيرها من الأنشطة التي تساهم بشكل كبير في بحر البلطيق والتنمية المستدامة في المنطقة.
- في عام 2010 تم توقيع اتفاقية حول مركز العلوم والدراسات والأعمال المتكاملة (الوادي) [12] لرعاية Santaka لأول مشروع استثماري. سيؤدي تنفيذ هذا المشروع إلى إنشاء مركز وطني للبحث والتطوير مفتوح على المستوى العالمي داخل الحرم الجامعي لجامعة KTU في كاوناس. سيركز المركز بشكل أساسي في مجالات مثل الكيمياء المستدامة والميكاترونيك وتكنولوجيا المعلومات والاتصالات وموارد الطاقة المستدامة ، والتي تشكل جزءًا كبيرًا من الاقتصاد الليتواني وتشكل جزءًا كبيرًا من صادراتها.